# Município de Adams (condado de Coshocton, Ohio)
Localização do Ohio nos E.U.A.
O município de Adams (em inglês:  Adams Township) é um localização localizado no condado de Coshocton no estado estadounidense de Ohio. No ano 2010 tinha uma população de 790 habitantes e uma densidade populacional de 11,9 pessoas por km².

## Geografia
O município de Adams encontra-se localizado nas coordenadas 40° 19′ 58″ N, 81° 39′ 57″ O. Segundo a Departamento do Censo dos Estados Unidos, o município tem uma superfície total de 66.41 km², da qual 66,41 km² correspondem a terra firme e (0 %) 0 km² é água.

## Demografia
Segundo o censo de 2010, tinha 790 pessoas residindo no município de Adams. A densidade de população era de 11,9 hab./km². 